# Multiplizität der Infektion
Mit Multiplizität der Infektion (engl.  multiplicity of infection, kurz MOI) wird in der Virologie das zahlenmäßige Verhältnis von infektiösen Agenzien (Viruspartikeln oder Phagen) zu deren Zielzellen beschrieben. Werden Zellen in einer Zellkultur mit Viruspartikeln infiziert, dann lässt sich der MOI dieser Kultur berechnen, indem die Zahl der Viren durch die Zahl der Zellen geteilt wird. Bei einer MOI von 1 werden genau so viele Viruspartikel eingesetzt wie sich Zellen in der Kultur befinden. Die Wahrscheinlichkeit, mit der eine bestimmte Zelle tatsächlich infiziert wird, unterliegt der statistischen Poisson-Verteilung. Die MOI wird in der Forschung bei der Transduktion benutzt, bei der Gene mittels Viren in Bakterien oder Zellen eingeschleust werden, die diese Gene in ihr Genom einbauen und in der Folge die kodierten Proteine produzieren.
{\displaystyle P(n)={\frac {m^{n}\cdot e^{-m}}{n!}}}
{\displaystyle m} ist hier die MOI, {\displaystyle n} die Zahl Partikel, die das Infektionsziel infizieren, und {\displaystyle P(n)} ist die Wahrscheinlichkeit, dass ein Infektionsziel (eine Zelle) von {\displaystyle n} Partikeln infiziert wird.
Bei einer MOI von 1 (1 Viruspartikel pro Zelle) beträgt die Wahrscheinlichkeit, dass eine Zelle nicht infiziert wird, {\displaystyle P(0)=36{,}79\,\%}, die Wahrscheinlichkeit, dass sie von einem einzigen Viruspartikel infiziert wird, {\displaystyle P(1)=36{,}79\,\%}, von zwei Partikeln {\displaystyle P(2)=18{,}39\,\%}, von dreien {\displaystyle P(3)=6{,}13\,\%}, und so weiter.
Daraus kann der durchschnittliche prozentuale Anteil der Zellen, die bei einer bestimmten MOI infiziert werden, berechnet werden durch {\displaystyle P(n>0)=1-P(0)}.
Die durchschnittliche Anzahl Zellen, die bei einer bestimmten MOI von {\displaystyle m} infiziert werden, kann berechnet werden durch:
{\displaystyle P(n>0)=1-P(n=0)=1-{\frac {m^{0}\cdot e^{-m}}{0!}}=1-e^{-m}}
Werden im Labor Bakterien oder Zellen mit Viren infiziert, wird folgende Formel angewendet:
{\displaystyle MOI={\frac {{\text{Volumen}}({\text{Virus}})\cdot {\text{Konzentration}}({\text{Virus}})}{{\text{Volumen}}({\text{Zellkultur}})\cdot {\text{Konzentration}}({\text{Zellkultur}})}}={\frac {Vv\cdot Cv}{Vz\cdot Cz}}}